# 雷克瑟姆主教座堂

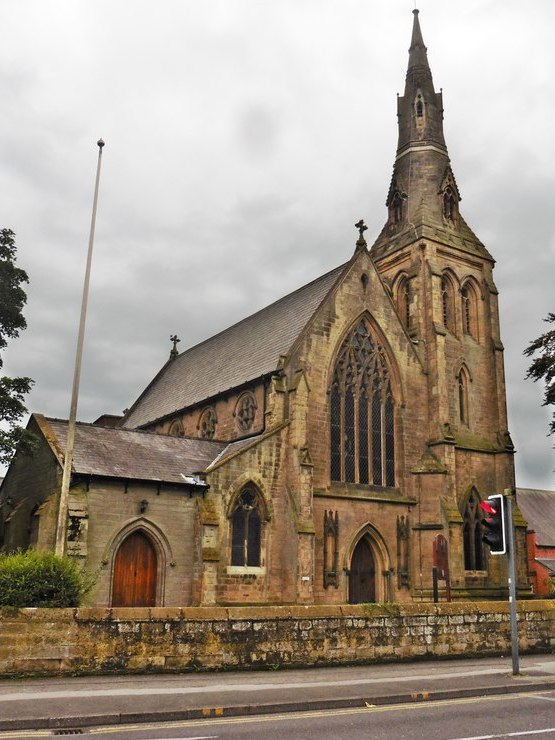
雷克瑟姆主教座堂

雷克瑟姆主教座堂（英語：Cathedral Church of Our Lady of Sorrows）是英國威爾斯雷克斯漢姆的一座天主教主教座堂。該堂是天主教雷克瑟姆教區的主教座堂。雷克瑟姆主教座堂始建於1857年，最初是一座堂區教堂。雷克瑟姆主教座堂的建築外觀受到14世紀英格蘭哥特式的影響，是英國的II級登錄建築。

## 外部連結
- Wrexham Cathedral